# Symphyllocarpus
Symphyllocarpus je slabo poznati rod glavočika iz Kine (Jilin, Heilongjiang) i jugoistočne Rusije (Amur, Primorje, Irkutsk). Smješten je u vlastiti podtribus Symphyllocarpinae.
Jedina vrsta u rodu je S. exilis, rijetka i ugrožena hidtofilna i efemerna vrsta koja raste samo na poplavljenim i pješčanim obalama, i blatnjavim plićacima rijeka Amur, Ussuri i Songari.